# Aclerda manni
Aclerda manni är en insektsart som beskrevs av Mcconnell 1954. Aclerda manni ingår i släktet Aclerda och familjen Aclerdidae. Inga underarter finns listade i Catalogue of Life.